# Lixhe
Lixhe (en neerlandès Lieze, en való Lihe) és un nucli de la ciutat de Visé, a la província de Lieja de la regió valona de Bèlgica, situat entre el Mosa i el canal Albert. Tret del nucli central, n'hi ha dos més: Loen i Nivelle.

## Història
Fins a l'ocupació francesa de 1795, el nucli formava part del Principat de Lieja. El 1815 passà al Regne Unit dels Països Baixos i el 1830 al nou Estat de Bèlgica.
A l'inici de la Primera Guerra Mundial, el poble que tenia una posició força estratègica prop de la frontera neerlandesa, el Mosa i una creu ferroviària, va patir les exaccions de l'exèrcit imperial alemany (el canal Albert encara no existia). El 5 d'agost de 1914 van incendiar l'església Sant Lambert i onze cases, així com van matar onze civils innocents. El centre del poble va reconstruir-se als anys vint del segle xx.
Fins a la fixació de la frontera lingüistica el 1963, Lixhe, que aleshores era un municipi independent, pertanyia a la província de Limburg.
El 1977, Lixhe es va fusionar amb la ciutat de Visé.

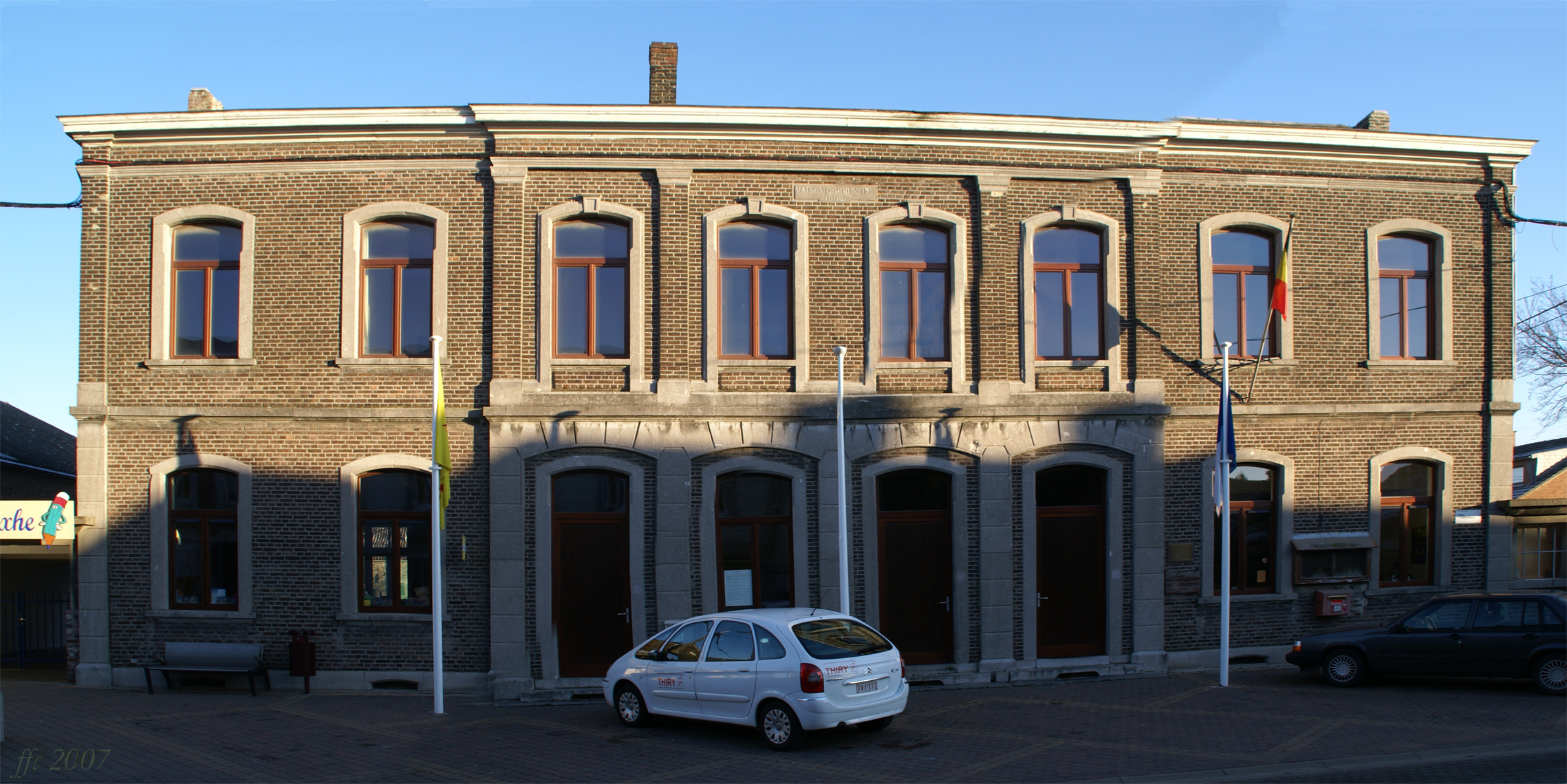
Antiga casa de la vila i actual escola municipal de Lixhe, construïda el 1866
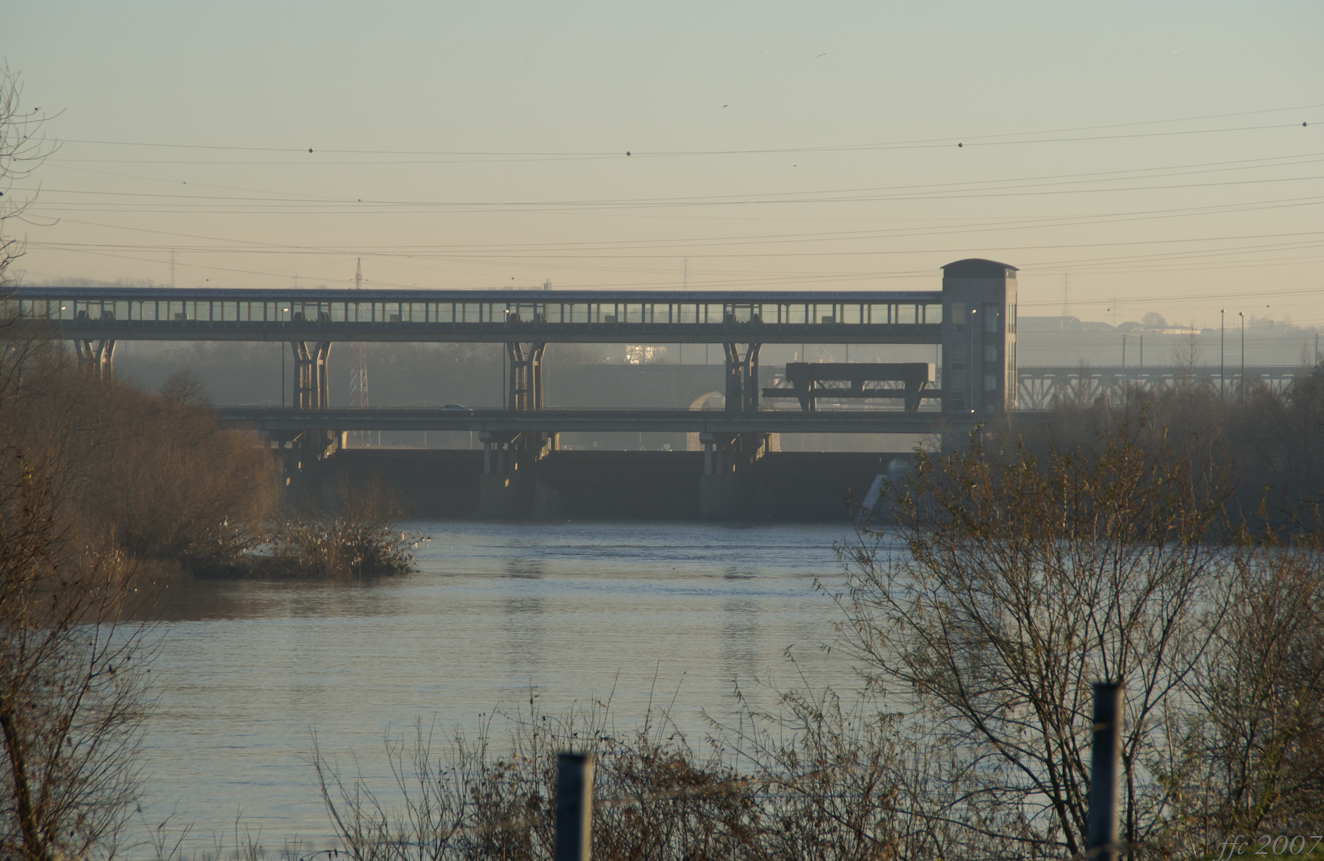
La presa de Lixhe
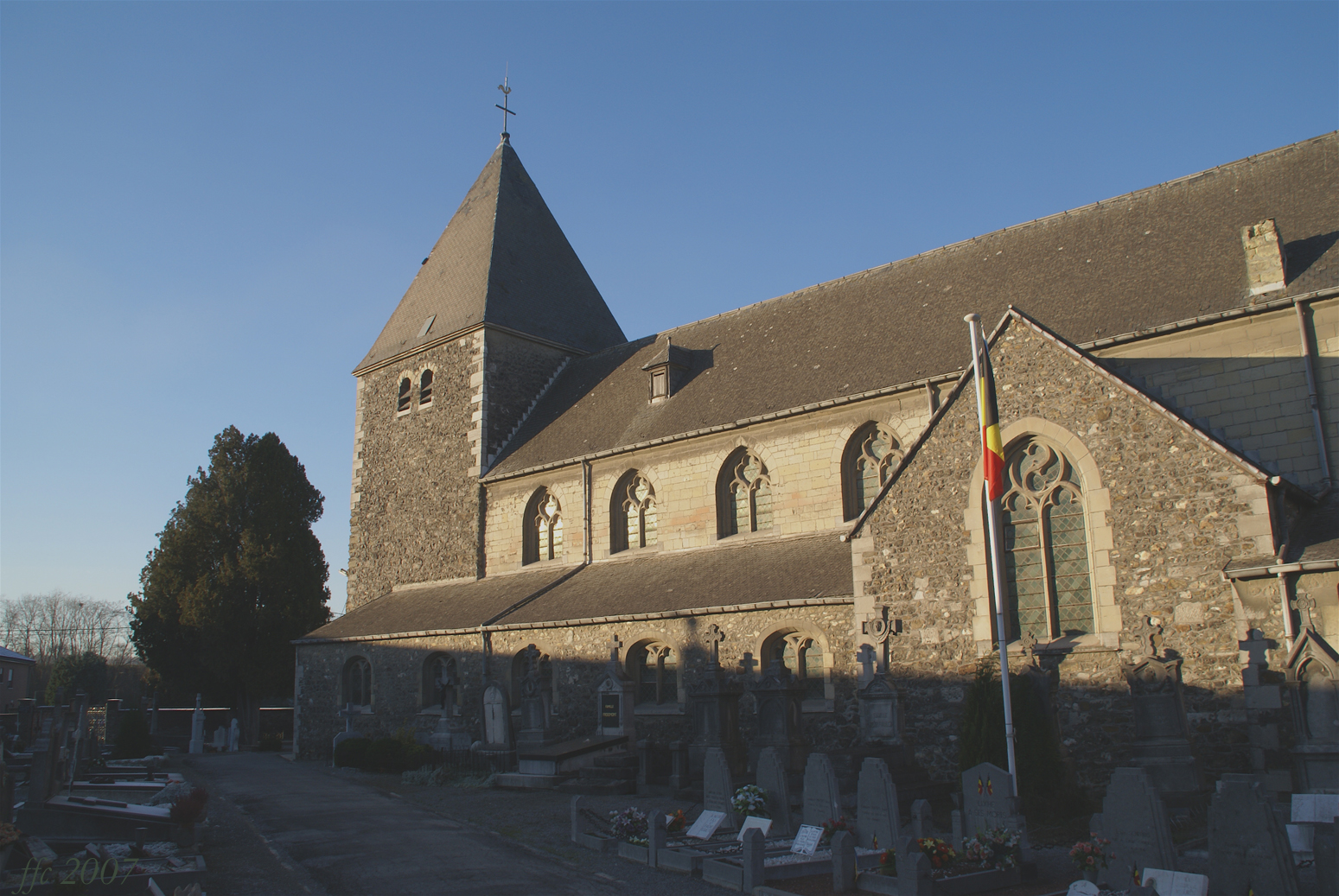
Església de Sant Lambert
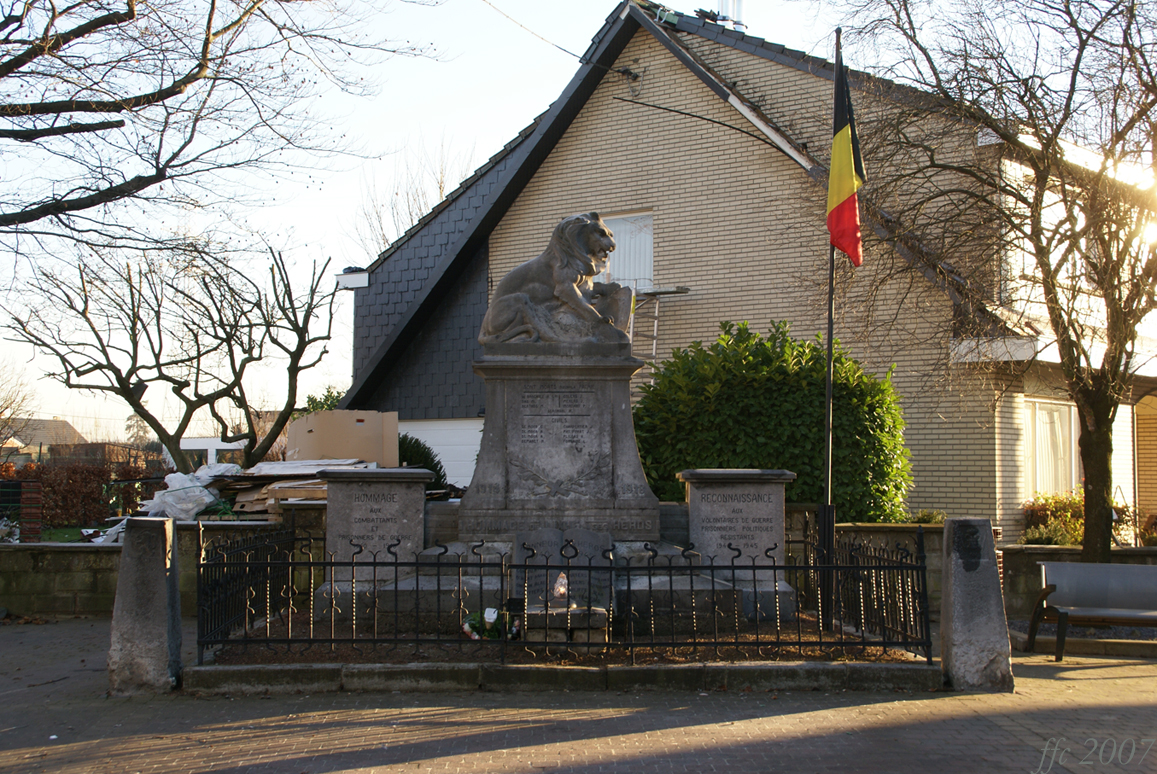
Monument a les víctimes de les guerres
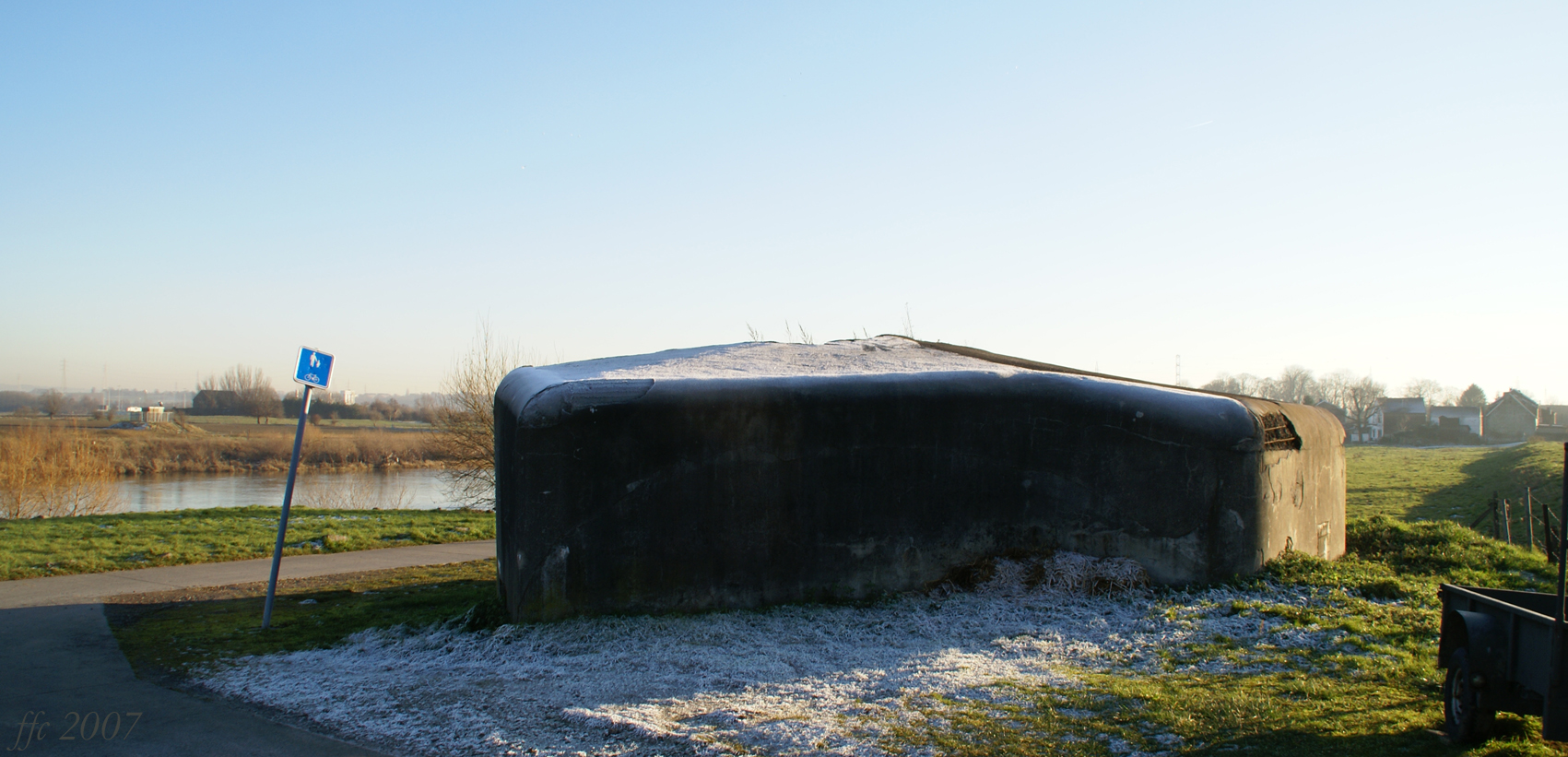
Búnquer de la Segona Guerra Mundial al marge del Mosa

## Economia i turisme
El poble força enclavat entre el Mosa i els canals Albert té un cert encant per als vianants i el cicloturisme. Té uns monuments interessants (l'església, la Halle, els marges del Mosa…). Com que el Mosa va perdre el seu paper per a la navegació comercial després de la inauguració del Canal Albert el 1939, s'hi va construir una presa hidroelèctrica que serveix també per a reglar el cabal del riu. El 1999, la presa s'ha equipat d'un nou pas de peix més llarg que permet el retorn de peixos migradors llargs com el salmó i la truita de mar. Les instal·lacions poden visitar-se. El pas s'ha equipat d'una vitrina al qual els peixos poden observar-se. Al marge del canal Albert es troba una fàbrica de ciment que explota la pedra calcària del Mont Sant Pere, la indústria més gran del nucli. Hi ha també un polígon industrial nou.